# Сарысу (озеро)
Сарысу́ (азерб. Sarısu — в переводе «Жёлтая вода») — крупнейшее озеро в Азербайджане, находится в Имишлинском и Сабирабадском районах.
Озеро протянулось вдоль реки Кура из Имишлинского района на юго-восток в Сабирабадский район. Его площадь составляет около 65,7 км², длина максимальная — 22 км, максимальная ширина — 3 км, глубина до 6 м. Объём воды — 0,06 км³. Это одно из четырёх озёр в данном районе и является крупнейшим в стране. Вода в озере пресная. Сарысу питается из протоки, идущей из озера Аггёль, подземных вод и осадков. Отток из озера осуществляется в реку Кура. Отток в Куру регулируется водосбросной станцией в Мурадбейли.
Озеро отделено от жилых районов на севере шоссе, которое защищает его от возможного загрязнения. В южной части озеро ранее было загрязнено подтоварной водой в результате наземной добычи нефти.
Береговая линия Сарысу в основном состоит из водно-болотных угодий и болот. Примерный объём воды в озере составляет 60 млн м³. Увеличение объёма воды в основном наблюдается в весенний и осенний период. Во время зимнего сезона замерзает в среднем на 11 дней. Минерализация на Сарысу высокая.
Озеро богато сазаном и воблой. Имеет большое значение как место зимовки перелётных птиц. Благоприятные условия на озере привлекают 300—350 тысяч перелётных птиц в зимний период.
Сарысу используется для рыболовства, охоты и, частично, для ирригации.